# Chromis lepidolepis
Chromis lepidolepis és una espècie de peix de la família dels pomacèntrids i de l'ordre dels perciformes.

## Morfologia
Els mascles poden assolir els 9 cm de longitud total.

## Distribució geogràfica
Es troba des de l'Àfrica oriental fins a les Illes de la Línia, les Illes Izu, el sud del Japó i Nova Caledònia.